# Derek Kolstad
Derek Kolstad (sinh ngày 4 tháng 4 năm 1974) là nhà biên kịch và nhà sản xuất phim người Mỹ. Anh ấy là người sáng tạo ra loạt phim John Wick, bắt đầu từ năm 2014. Derek Kolstad tiếp tục biên kịch cho các phần tiếp theo của loạt phim và anh ấy cũng được công chúng biết đến chủ yếu với vai trò là nhà biên kịch cho các bộ phim hành động.

## Tiểu sử
Xuất thân từ Madison, Wisconsin, Hoa Kỳ. Kolstad theo học Trường Trung học Thánh Tâm Edgewood (tiếng Anh: Edgewood High School of the Sacred Heart) và sau đó học quản trị kinh doanh tại Đại học Taylor (tiếng Anh: Taylor University) ở Indiana. Anh chuyển đến California năm 24 tuổi để theo đuổi công việc viết kịch bản phim.  Anh ấy nói rằng anh ấy bắt đầu viết kịch bản khi còn là một thiếu niên, lúc đầu anh ta đã phải vật lộn để tìm kiếm thành công ở Hollywood.

### Sự nghiệp
Kịch bản đầu tiên Kolstad bán có tên là Acolyte, được Voltage Pictures mua vào tháng 6 năm 2012. Sau đó, anh nhận biên kịch cho một số tác phẩm, bao gồm cả bộ phim hành động Truy lùng sát thủ (tiếng Anh: One in the Chamber), với sự tham gia của Dolph Lundgren và Cuba Gooding Jr. và bộ phim Gói hàng bí ẩn (tiếng Anh: The Package) cũng có sự tham gia của Lundgren.
Kolstad đã bán một kịch bản có tựa đề Scorn cho Thunder Road Pictures, kịch bản này đã ký hợp đồng với Keanu Reeves cho vai chính vào tháng 4 năm 2013. Theo gợi ý của Reeves, bộ phim được đổi tên thành John Wick theo tên nhân vật chính, người mà Kolstad đã đặt tên theo ông ngoại của mình. Bộ phim được phát hành vào năm 2014, tiếp theo là John Wick: Phần 2 (tiếng Anh: John Wick: Chapter 2) vào năm 2017, John Wick: Phần 3 - Chuẩn bị chiến tranh (tiếng Anh: John Wick: Chapter 3 – Parabellum) vào năm 2019. Kolstad đã viết câu chuyện cho trò chơi điện tử John Wick: Biên niên sử (tiếng Anh: John Wick: Chronicles) và tham gia vào việc tạo ra một bộ truyện tranh ăn theo phim này. Tuy nhiên, hãng phim không đề nghị anh tiếp tục viết kịch bản cho phần thứ tư và các phần tiếp theo.
Vào năm 2017, có thông tin cho rằng Kolstad sẽ viết kịch bản1 một bộ phim truyền hình chuyển thể từ loạt phim Kẻ săn người (tiếng Anh: Hitman) cũng như một bộ phim hành động kinh dị có tựa đề The Steward.  Vào năm 2019, có thông tin cho rằng Kolstad sẽ viết kịch bản và sản xuất một bộ phim chuyển thể từ loạt phim Tội ác kinh hoàng (tiếng Anh: Just Cause). Vào năm 2020, Netflix đã thông báo rằng Kolstad sẽ là nhà sản xuất điều hành và biên kịch cho loạt phim hoạt hình Splinter Cell. Năm 2021, Kolstad được thuê để viết kịch bản cho live-action chuyển thể từ Hellsing cho Amazon Prime Video.
Kolstad đã viết kịch bản cho bộ phim năm 2021 là Kẻ Vô Danh (tiếng Anh: Nobody) do Bob Odenkirk đóng vai chính và hai tập của loạt phim truyền hình Marvel năm 2021 là Chim ưng và Chiến binh mùa đông (tiếng Anh: The Falcon and the Winter Soldier).

### Đời tư
Kolstad sống ở Pasadena, California với vợ Sonja Kolstad và hai đứa con sinh đôi.

## Danh sách phim
Biên kịch
| Năm  | Tên phim                                                                                | Đạo diễn                    |
| ---- | --------------------------------------------------------------------------------------- | --------------------------- |
| 2012 | Truy lùng sát thủ (tiếng Anh: One in the Chamber)                                       | William Kaufman             |
| 2013 | Gói hàng bí ẩn (tiếng Anh: The Package)                                                 | Jesse V. Johnson            |
| 2014 | John Wick                                                                               | Chad Stahelski David Leitch |
| 2017 | John Wick: Phần 2 (tiếng Anh: John Wick: Chapter 2)                                     | Chad Stahelski              |
| 2019 | John Wick: Phần 3 - Chuẩn bị chiến tranh (tiếng Anh: John Wick: Chapter 3 – Parabellum) | Chad Stahelski              |
| 2021 | Kẻ Vô Danh (tiếng Anh: Nobody)                                                          | IIya Naishuller             |

| Năm  | Tên phim                                                                       |
| ---- | ------------------------------------------------------------------------------ |
| 2020 | Die Hart                                                                       |
| 2021 | Chim ưng và Chiến binh mùa đông (tiếng Anh: The Falcon and the Winter Soldier) |